# Ettore Battelli
Ettore Battelli, slovenski novinar, radijski komentator in javni delavec italijanskega rodu, * 1. maj 1923, Bassano del Grappa, pokrajina Vicenza, Italija, † 26. junij 1982, Ljubljana.

## Življenje in delo
Ettore Battelli, oče Roberta Battellija, se je rodil v družini italijanskega državnega uradnika. Družina se je večkrat selila. V Pulju je 1942 končal gimnazijo, nato je začasno delal v ladjedelnici in študiral pravo na Univerzi v Trstu. Leta 1944 je postal član komunistične partije in odšel v partizansko ilegalo v okolico Rovinja, kasneje pa na ilegalno delo na Reko, kjer je bil aretiran in obsojen na smrt. Osvoboditev je dočakal v tržaških zaporih.
Po osvoboditvi se je v Pulju posvetil novinarskemu delu (že med narodnoosvobodilno borbo je bil dopisnik partizanskega lista Il nostro giornale). Iz Pulja je odšel na Reko, kjer je bil na radiu odgovorni urednik italijanskega programa. V letih 1947-1950 je bil odgovorni urednik italijanskih programov Radia Beograd, od 1951-1970 pa je delal na Radiu Koper, med drugim kot odgovorni urednik v uredništvu poročil ter pomočnik direktorja celotnega programa v italijanskem jeziku. Delal je tudi kot predstavnik italijanske manjšine v organih Socialistične republike Slovenije in v uniji Italijanov za Istro in Reko. Leta 1976 je prejel nagrado Moše Pijadeja kot najvišje priznanje časnikarjem v Jugoslaviji.